# Colonel Heeza Liar’s African Hunt
Colonel Heeza Liar’s African Hunt oder Colonel Heeza Liar’s Big Game Hunt ist ein US-amerikanischer Animationsfilm des Regisseurs und Animators John Randolph Bray aus dem Jahr 1914. Der Film ist nach Colonel Heeza Liar in Africa der dritte Animationsfilm Brays und der zweite, in dem Colonel Heeza Liar als Hauptfigur auftritt. Gegenüber dem ersten Film der Serie wurde die Produktionstechnik verfeinert und erstmals Cels verwendet.

## Handlung
Colonel Heeza Liar hält den Schwanz eines Tigers für eine Schlange und liefert sich mit ihm eine lange Auseinandersetzung, bis er ihn einfallsreich überwältigen kann. Dann verwechselt er beim Schmetterlingsfang das Ohrenpaar eines Bären mit einem Schmetterling. Die Flucht vor dem Bären zwingt Heeza Liar auf einen Baum. Der Bär versucht anhaltend, ihn wie einen Apfel vom Baum zu schütteln. Nur sein Einfallreichtum rettet ihn erneut, indem er den Bären betrunken macht. Am Ende wendet sich alles zum Guten, als Colonel Heeza Liar eine ganze Reihe hintereinander stehenden Großwilds mit nur einem Schuss erlegt.

## Produktionsnotizen
Für Colonel Heeza Liar in Africa ließ John R. Bray die Hintergründe drucken, auf denen die Figuren gezeichnet wurden. Diese Methode erwies sich aber als unflexibel und bereits für Colonel Heeza Liar’s African Hunt wurden erstmals die Figuren auf die Cels gezeichnet, Folien aus transparentem Zelluloid.
Colonel Heeza Liar’s African Hunt kam am 14. Januar 1914 in die Kinos. In Großbritannien wurde der Film unter dem Titel Colonel Heeza Liar’s Big Game Hunt vertrieben. Der Filmhistoriker Michael Barrier gab in seinem Werk Hollywood Cartoons in einer Fußnote an, Colonel Heeza Liar in Africa sei im Januar 1914 unter dem leicht veränderten Titel Colonel Heeza Liar’s African Hunt vertrieben worden, um den Film als eine Parodie auf den im Jahr 1912 und über mehrere folgende Jahre überaus erfolgreichen Expeditionsbericht Paul J. Rainey's African Hunt auf dem Markt zu positionieren. Tatsächlich geht aus Darstellungen in den zeitgenössischen Fachzeitschriften hervor, dass beide Filme unterschiedliche Handlungen hatten. Nur Teile der Handlung stimmen überein.

## Kritik
Die Branchenzeitschrift Moving Picture World nannte den Film zeitweise sehr humorvoll und gab an, dass er das Publikum wieder und wieder herzhaft lachen lasse.